# 短刀复镖水蚤
短刀复镖水蚤（学名：Allodiaptomus gladiolus）为镖水蚤科复镖水蚤属的动物，是中国的特有物种。分布于广东等地，属于亚热带的淡水种类。